# Grand Prix automobile du Canada 2015
GP précédent GP suivant
Le Grand Prix automobile du Canada 2015 (Formula 1 Grand Prix du Canada 2015), disputé le 7 juin 2015 sur le circuit Gilles-Villeneuve, est la 923e épreuve du championnat du monde de Formule 1 courue depuis 1950. Il s'agit de la quarante-cinquième édition du Grand Prix du Canada comptant pour le championnat du monde de Formule 1, la trente-sixième disputée sur le circuit temporaire de l'Île Notre-Dame de Montréal, et de la septième manche du championnat 2015.
Lewis Hamilton réalise la quarante-quatrième pole position de sa carrière, sa sixième en sept courses cette saison, en repoussant son coéquipier Nico Rosberg à trois dixièmes de seconde. Kimi Räikkönen, troisième, se montre le meilleur derrière les Flèches d'Argent ; il est accompagné en deuxième ligne par Valtteri Bottas tandis que les Lotus obtiennent leur meilleur résultat en qualifications cette année en occupant la troisième ligne (Romain Grosjean cinquième et Pastor Maldonado sixième). Sebastian Vettel, victime de problèmes électroniques sur sa Ferrari SF15-T, éliminé dès la première phase des qualifications, est pénalisé d'un recul de cinq places sur la grille pour avoir dépassé une monoplace sous régime de drapeau rouge lors de la dernière séance d'essais libres.
Lewis Hamilton contrôle Nico Rosberg du premier virage au soixante-dixième passage dans la dernière chicane du circuit Giles-Viilleneuve pour remporter sa quatrième victoire au Canada, la trente-septième de sa carrière et la quatrième, en sept Grands Prix, cette saison. Les Flèches d'argent réalisent leur vingtième doublé avec quarante secondes d'avance sur la Williams FW36 de Valtteri Bottas, qui profite du tête à queue de Kimi Räikkönen à la sortie de l'épingle au vingt-huitième tour pour monter sur le podium. Sebastian Vettel remonte de la dix-huitième place sur la grille à la cinquième et finit quatre secondes derrière son coéquipier ; Felipe Massa réalise une performance similaire en partant quinzième pour terminer sixième. Pastor Maldonado, septième, est le dernier pilote arrivé dans le même tour que les Mercedes. Nico Hülkenberg se classe huitième, Daniil Kvyat neuvième et Romain Grosjean prend le point restant en raison d'un accrochage avec Will Stevens qui lui a fait perdre sa cinquième place et lui a coûté cinq secondes de pénalité. 
Lewis Hamilton, toujours en tête du championnat du monde, augmente de 7 points son avance sur son coéquipier Rosberg (désormais 151 points contre 134) et devance toujours les pilotes Ferrari, Sebastian Vettel (108 points) et Kimi Räikkönen (72 points). Valtteri Bottas (57 points) et son coéquipier Felipe Massa (47 points), suivent. Daniel Ricciardo (35 points) précède son coéquipier Daniil Kvyat (19 points) et Romain Grosjean (17 points) qui repasse devant Felipe Nasr (16 points). 
Mercedes conserve la tête du championnat, avec 285 points, devant Ferrari (180 points) et Williams (104 points) ; suivent Red Bull Racing (54 points), Lotus (23 points), Force India (21 points), Sauber (21 points), Scuderia Toro Rosso (15 points) et McLaren (4 points). Manor Marussia n'a pas encore inscrit de point.

## Essais libres

### Première séance, le vendredi de 10 h à 11 h 30
| Pos. | Pilote           | Voiture              | Chrono         | Écart     |
| ---- | ---------------- | -------------------- | -------------- | --------- |
| 1    | Lewis Hamilton   | Mercedes             | 1 min 16 s 212 |           |
| 2    | Nico Rosberg     | Mercedes             | 1 min 16 s 627 | + 0 s 415 |
| 3    | Romain Grosjean  | Lotus-Mercedes       | 1 min 17 s 721 | + 1 s 509 |
| 4    | Nico Hülkenberg  | Force India-Mercedes | 1 min 17 s 871 | + 1 s 659 |
| 5    | Sebastian Vettel | Ferrari              | 1 min 17 s 905 | + 1 s 693 |
| 6    | Felipe Massa     | Williams-Mercedes    | 1 min 17 s 985 | + 1 s 773 |

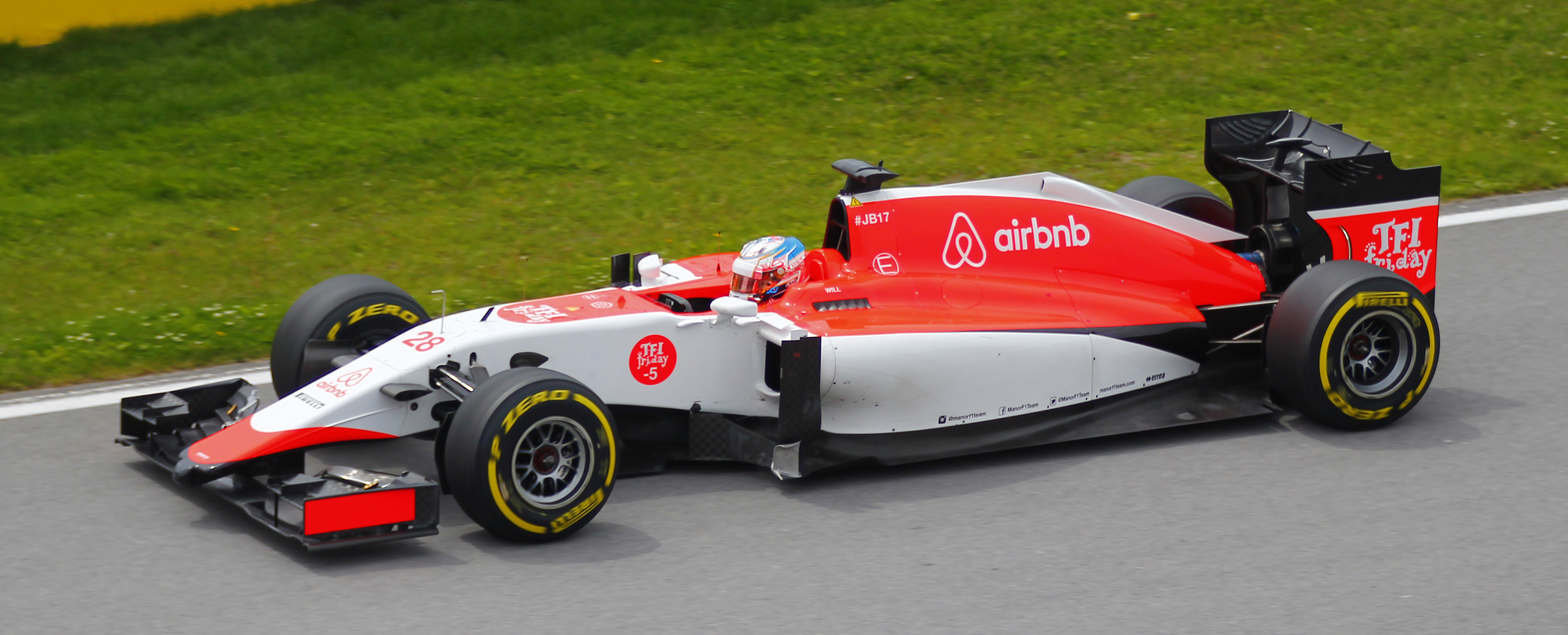
Will Stevens au Grand Prix du Canada 2015.

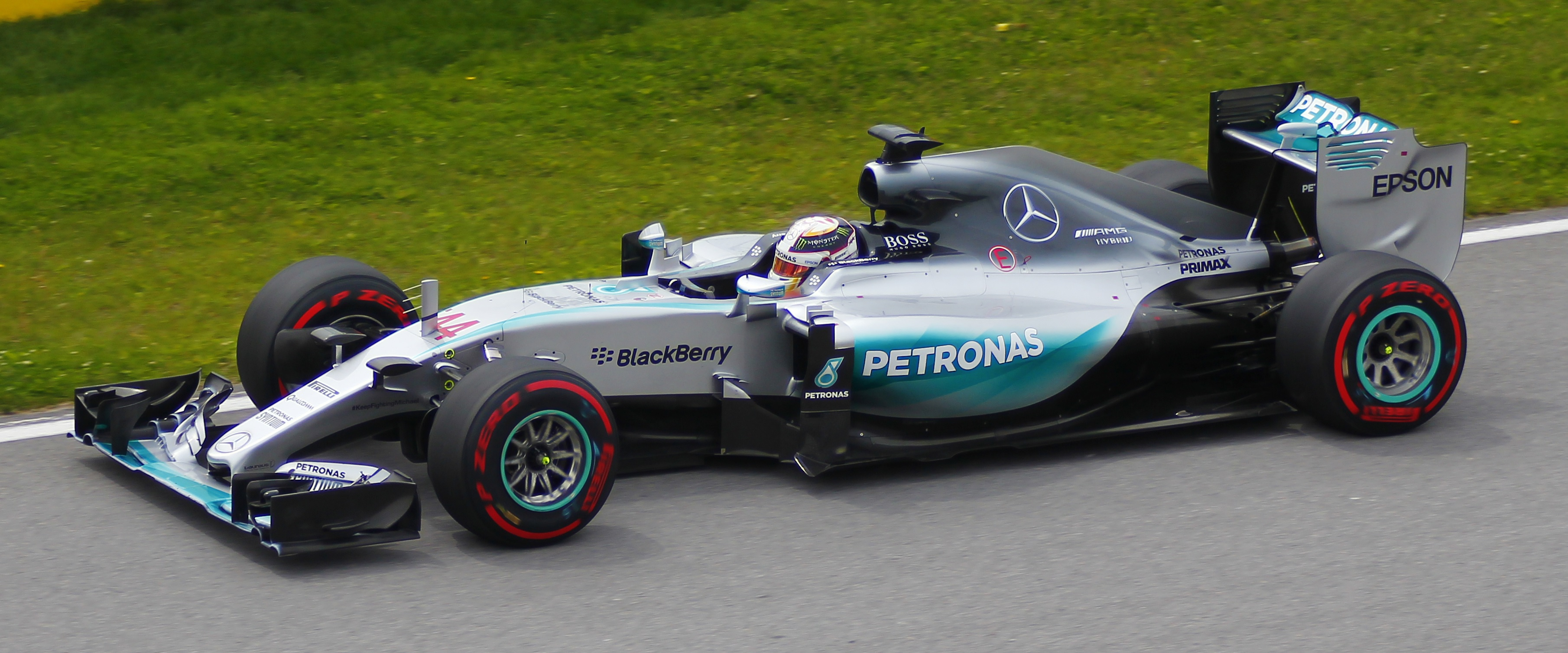
Lewis Hamilton au Grand Prix du Canada 2015.

Si le ciel est très nuageux, il ne pleut pas au départ de la première séance d'essais libres du Grand Prix du Canada et aucunes précipitations ne sont annoncées pour cette session ; la température de l'air est de 17 °C. Le tracé de l'île Notre-Dame a été réaménagé au niveau de la dernière chicane où l'intérieur du virage comporte désormais un couloir que les pilotes ne doivent pas couper pour gagner du temps. Alors que les pilotes réalisent leurs premiers tours d'installation pour se familiariser avec le circuit, Jenson Button est victime d'un problème de boîte de vitesses : celle-ci reste bloquée sur le deuxième rapport dès son premier tour et le contraint à rentrer au stand au ralenti. Nico Rosberg établit le temps de référence en 1 min 23 s 011 mais est aussitôt battu par son coéquipier Lewis Hamilton en 1 min 20 s 287 ; il poursuit sur sa lancée et tourne ensuite en 1 min 17 s 734 et 1 min 17 s 530,,.
Nico Rosberg repasse peu après en tête, en 1 min 17 s 105, mais Hamilton, toujours avec le train de pneus Pirelli réservé aux trente premières minutes d'essais, reprend le meilleur sur son coéquipier, en 1 min 16 s 608. Jenson Button, qui a pu reprendre la piste, est une nouvelle fois au ralenti : après une demi-heure, le Britannique n'a pas réalisé le moindre tour chronométré (il ne pourra le faire qu'après cinquante minutes). Les pilotes rentrent tous au stand et y restent assez longtemps car les commissaires de piste doivent retirer des agrafes répandues dans la voie des stands par un malveillant,,.
À la reprise, Hamilton, en 1 min 16 s 212, réalise le meilleur temps de la séance. Alors qu'il est informé de cette performance par son ingénieur de piste, Daniil Kvyat répond sèchement : « Je n'ai pas besoin de savoir ça, merci mec ! » Carlos Sainz Jr., Valtteri Bottas et Hamilton partent chacun en tête-à-queue, sans conséquence ; Sainz rencontre, par la suite, un problème technique au bout de la voie des stands et doit être ramené par ses mécaniciens. En fin de séance, la plupart des pilotes préparent la course en faisant de longs relais et les temps au tour n'évoluent plus. Romain Grosjean conserve donc sa troisième place, à plus d'une seconde de Rosberg, et devance d'un souffle Nico Hülkenberg et Sebastian Vettel,,.

### Deuxième séance, le vendredi de 14 h à 15 h 30
| Pos. | Pilote           | Voiture           | Chrono         | Écart     |
| ---- | ---------------- | ----------------- | -------------- | --------- |
| 1    | Lewis Hamilton   | Mercedes          | 1 min 15 s 988 |           |
| 2    | Sebastian Vettel | Ferrari           | 1 min 16 s 304 | + 0 s 316 |
| 3    | Kimi Räikkönen   | Ferrari           | 1 min 16 s 310 | + 0 s 322 |
| 4    | Nico Rosberg     | Mercedes          | 1 min 16 s 440 | + 0 s 452 |
| 5    | Pastor Maldonado | Lotus-Mercedes    | 1 min 16 s 600 | + 0 s 612 |
| 6    | Valtteri Bottas  | Williams-Mercedes | 1 min 16 s 849 | + 0 s 861 |

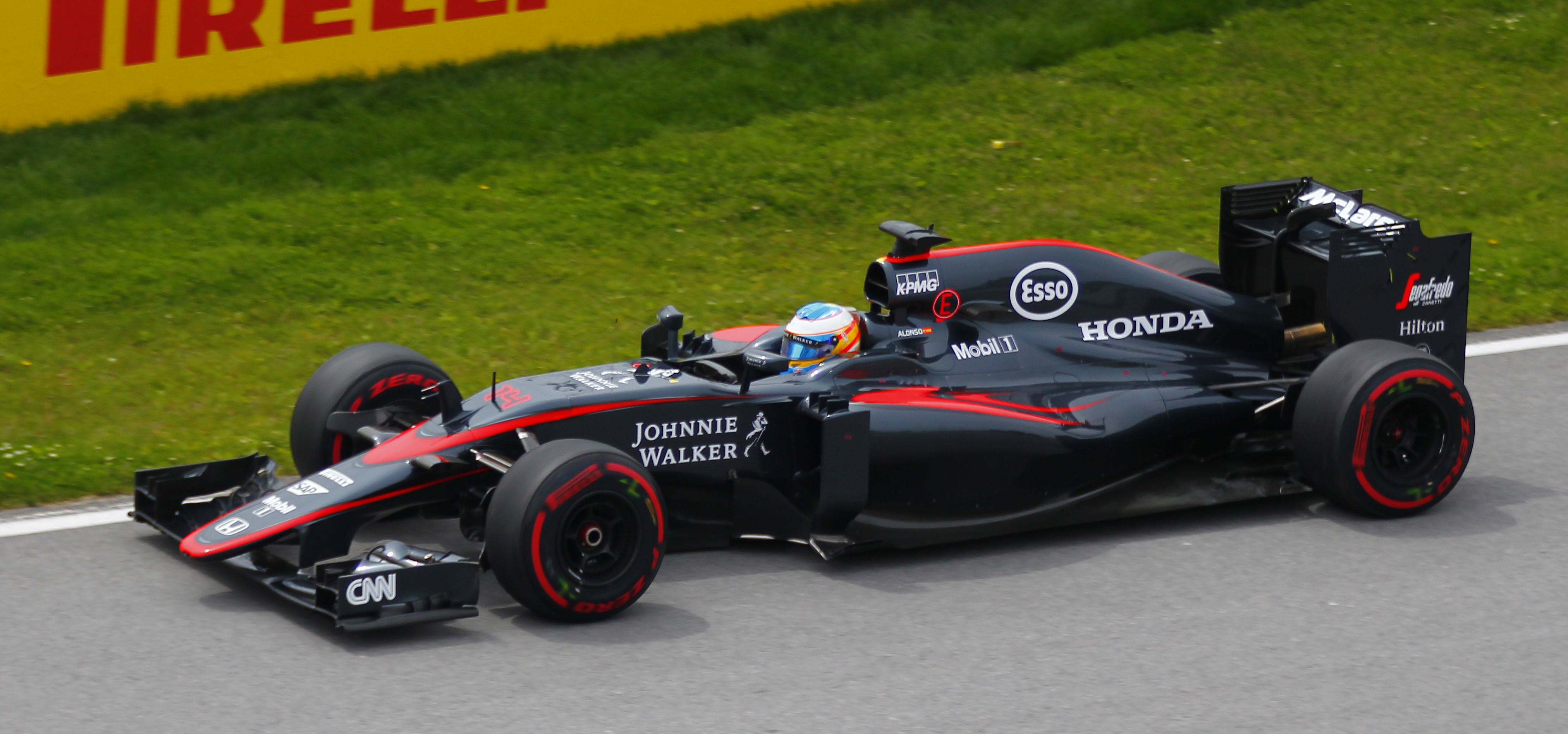
Fernando Alonso au Grand Prix du Canada 2015.

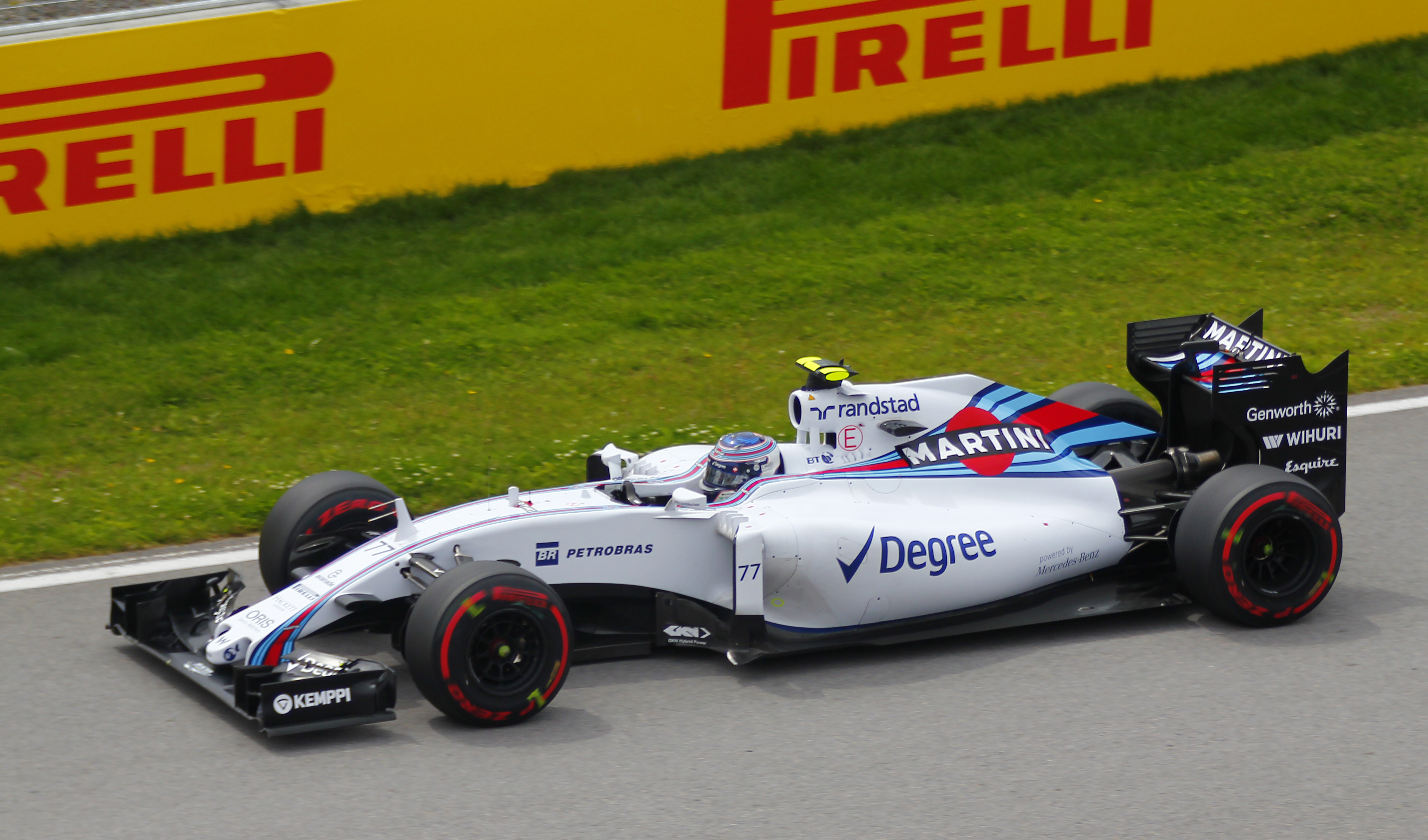
Valtteri Bottas au Grand Prix du Canada 2015.

La deuxième séance d'essais libres commence avec 21 °C dans l'air et 32 °C degrés sur la piste ; s'il fait sec au départ, la menace de pluie est bien réelle. Contrairement à la première séance, les pilotes, inquiets de la tournure que prend la météo, montent en piste dès son ouverture. Certains pilotes choisissent même de chausser les pneus les plus tendres fournis par Pirelli (spécification « supertendre »). Ainsi équipé, Sebastian Vettel réalise le temps de référence en 1 min 21 s 855,,.
Kimi Räikkönen, sur l'autre Ferrari, chaussé lui aussi des pneus les plus rapides, prend l'avantage en 1 min 17 s 793 mais Vettel repasse en tête en 1 min 16 s 534. Nico Rosberg, qui n'a pas encore utilisé ses pneus plus les plus tendres, est repoussé à sept dixièmes de seconde tandis que son coéquipier Lewis Hamilton, dans un tour rapide, évite de peu Romain Grosjean dans la dernière chicane. Vettel améliore à nouveau, en 1 min 16 s 304, forçant Rosberg à chausser également les pneus les plus performants,,.
Malgré ce, Rosberg ne parvient pas à battre Vettel qui conserve un dixième de seconde d'avantage sur son compatriote. Pendant que Nico Hülkenberg, ralenti par une crevaison à l'arrière-gauche, rejoint doucement son stand, Lewis Hamilton, passé aux « supertendres » décolle sur le vibreur de la dernière chicane mais évite de taper le « mur des champions ». Dès le tour suivant, alors que la séance est entamée depuis un quart d'heure et que le ciel est de plus en plus menaçant, il réalise le meilleur temps, en 1 min 15 s 988,,.
Par la suite, l'ensemble des pilotes du plateau se lance dans les longs relais avec les deux mélanges de gommes en espérant recueillir un maximum d'informations avant l'arrivée prévue de la pluie. Après trente-cinq minutes d'essais, elle apparaît et tous rentrent aux stands : comme les prévisionistes annoncent un temps sec pour le reste du weekend, les équipes n'ont aucun intérêt à risquer un accident sous la pluie. Cependant, après un quart d'heure, les deux pilotes Mercedes reprennent la piste, en pneus intermédiaires, sous les applaudissements du public. La pluie ne cesse de s'intensifier et Hamilton part en aquaplanage à l'épingle et tape le mur. Le drapeau rouge est agité pour permettre l'évacuation de la monoplace ; tirée fortement par un tracteur pour être dégagée du mur de pneumatiques, elle percute, par l'arrière, le véhicule de secours dépêché sur les lieux,,. 
La direction de course relance la séance quelques minutes plus tard mais la pluie tombe encore plus fort que lors de l'accident d'Hamilton, ce qui dissuade les autres concurrents de s'élancer. Hamilton conserve donc le meilleur temps devant Vettel, Räikkönen et Rosberg ; suivent Pastor Maldonado, à une demi-seconde du meilleur temps, Valtteri Bottas et Romain Grosjean, à huit dixièmes de seconde et Felipe Massa, repoussé à plus d'une seconde,,.

### Troisième séance, le samedi de 10 h à 11 h
| Pos. | Pilote          | Voiture              | Chrono         | Écart     |
| ---- | --------------- | -------------------- | -------------- | --------- |
| 1    | Nico Rosberg    | Mercedes             | 1 min 15 s 660 |           |
| 2    | Kimi Räikkönen  | Ferrari              | 1 min 16 s 233 | + 0 s 573 |
| 3    | Romain Grosjean | Lotus-Mercedes       | 1 min 16 s 772 | + 1 s 112 |
| 4    | Valtteri Bottas | Williams-Mercedes    | 1 min 16 s 914 | + 1 s 254 |
| 5    | Sergio Pérez    | Force India-Mercedes | 1 min 16 s 993 | + 1 s 333 |
| 6    | Daniil Kvyat    | Red Bull-Renault     | 1 min 17 s 021 | + 1 s 361 |

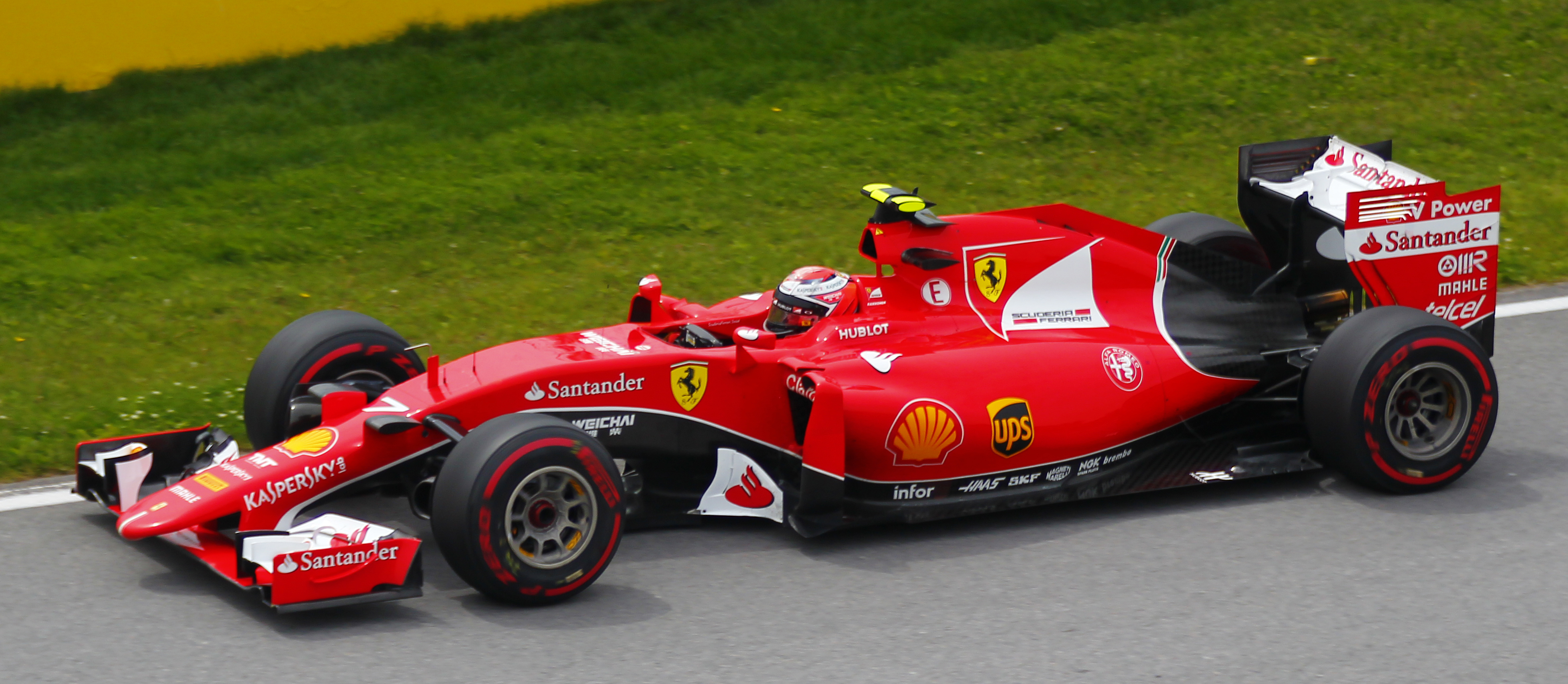
Kimi Räikkönen au Grand Prix du Canada 2015.

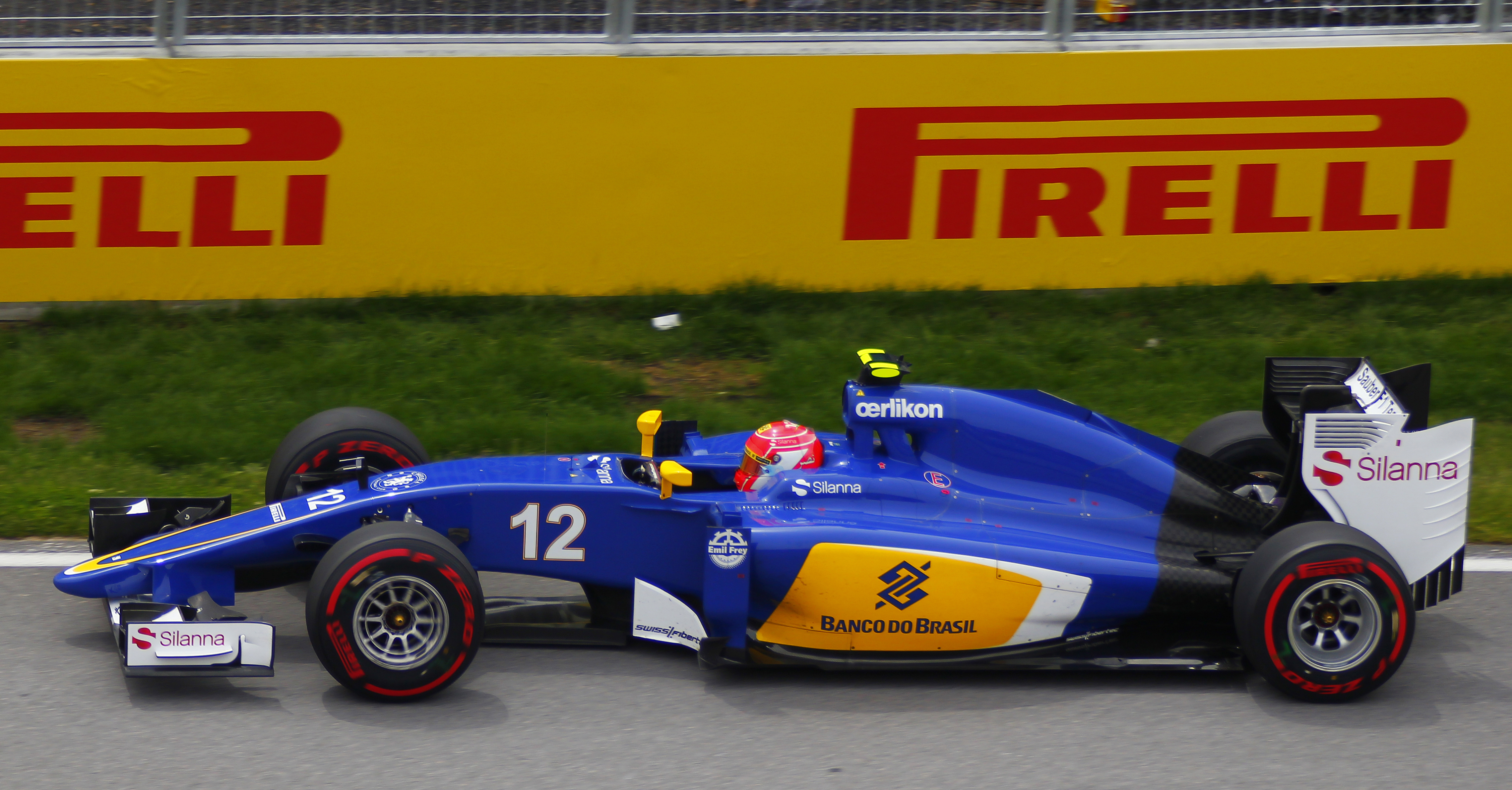
Felipe Nasr au Grand Prix du Canada 2015.

Après le déluge tombé sur le circuit Gilles Villeneuve lors de la deuxième séance d'essais libres, la troisième séance se déroule sous un beau soleil et sur une piste sèche. Les pilotes montent en piste dès son ouverture car les écuries ont beaucoup de travail : il faut préparer les qualifications et également travailler sur les longs relais, ce qui n'a pas pu être fait hier à cause de la pluie. La session commence très mal pour Fernando Alonso puisque McLaren doit remplacer son moteur Honda. Daniel Ricciardo frôle le « mur des champions » avant de sortir de la piste dans le premier virage, sans conséquence. Kimi Räikkönen réalise le temps de référence, en 1 min 20 s 409,,.
Son coéquipier Sebastian Vettel passe ensuite en tête en 1 min 20 s 092 ; s'ensuit une lutte pour la position de tête entre les deux pilotes puisque Räikkönen améliore en deux temps (1 min 18 s 521 puis 1 min 17 s 879), puis cède face à Vettel qui tourne en 1 min 17 s 543. Pastor Maldonado et Felipe Massa s'immiscent ensuite entre les deux Ferrari. Tous ces temps ont été réalisés avec le mélange le plus dur proposé par Pirelli et les Mercedes n'ont pas encore pris la piste,,. 
Nico Rosberg, chaussé de pneus durs, se mêle ensuite au combat et passe en tête en 1 min 16 s 783. Valtteri Bottas, avec les mêmes pneus, se rapproche à moins de trois dixièmes de seconde et son coéquipier Felipe Massa tourne dans le même rythme. Romain Grosjean réalise le septième temps tandis que Vettel se hisse à quatre dixièmes de seconde de Rosberg qui réagit en améliore son temps de 21 millièmes de seconde (1 min 16 s 762). Grosjean atteint la deuxième place, à un dixième de seconde puis, sur sa lancée, échoue à un centième de seconde de l'Allemand. Räikkönen améliore alors, en 1 min 16 s 233, Nico Hülkenberg se rapproche à trois dixièmes de seconde du meilleur temps et Daniil Kvyat évolue à quatre dixièmes de seconde,,.
Felipe Nasr perd le contrôle de sa Sauber C34 en zigzaguant pour faire monter ses pneumatiques en température dans la ligne droite (il a appuyé accidentellement sur le bouton de commande de l'aileron arrière mobile et a perdu son appui à l'arrière. Il tape le mur presque de face et provoque l'interruption de la séance sur drapeau rouge alors qu'il restait 22 minutes avant le drapeau à damier. Si le pilote est indemne, sa monoplace est chiffonnée à la hauteur du train avant et les commissaires ont beaucoup de travail pour déblayer la piste,,,. 
La séance est relancée pour 12 minutes et l'ensemble des pilotes du plateau ressort en pneus « supertendres ». Räikkönen améliore sa performance, en 1 min 16 s 233 mais s'incline face à Rosberg qui tourne en 1 min 15 s 660. Jenson Button arrête une nouvelle fois sa McLaren MP4-30 en piste (et ne pourra pas participer à la séance de qualification), ce qui provoque une seconde interruption, définitive, de la séance. Lewis Hamilton, qui n'a jamais pu obtenir le moindre tour clair n'a réalisé que le vingtième et dernier temps de la session,,.

## Séance de qualifications

### Résultats des qualifications

#### Session Q1

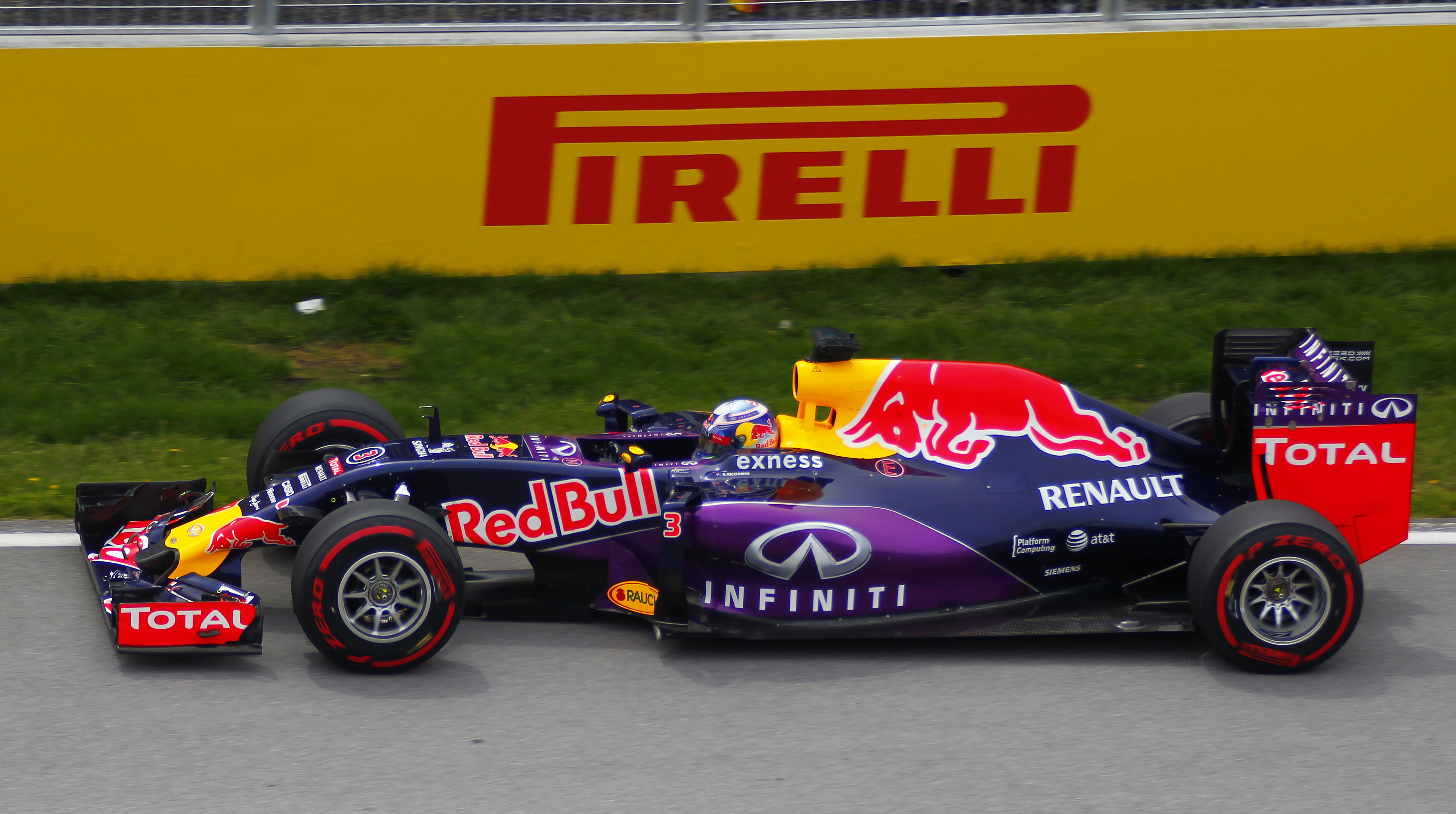
Daniel Ricciardo au Grand Prix du Canada 2015.

Il fait très beau et chaud au départ de la première phase des qualifications du Grand Prix du Canada. Alors que Jenson Button est privé de qualifications, sa monoplace n'étant pas encore réparée par ses mécaniciens (changement de moteur), son coéquipier Fernando Alonso est le premier en piste ; seuls quatre pilotes seront donc éliminés sur la piste lors de cette session. Dès le début de la séance, alors qu'il n'a pas effectué le moindre tour lancé, Sebastian Vettel rencontre un problème lié au MGU-K de son unité de puissance et rentre au stand. Valtteri Bottas fixe le temps de référence en 1 min 18 s 333,,. 
Kimi Räikkönen améliore en 1 min 17 s 403 puis s'incline face à Nico Rosberg (1 min 17 s 090) et Lewis Hamilton, en trois temps (1 min 16 s 395, 1 min 15 s 979 puis 1 min 15 s 895). Le Britannique devance ainsi Rosberg et Räikkönen et, plus surprenant, Marcus Ericsson, quatrième au volant de la Sauber C34. Pour deux millièmes de seconde, Rosberg s'empare ensuite du meilleur tour (1 min 15 s 893) tandis que Pastor Maldonado accède au troisième rang juste avant de partir à la faute au premier virage ; bloqué dans l'herbe, il doit solliciter l'aide des commissaires pour reprendre la piste,,.
À mi-séance, les deux pilotes Manor Marussia et Felipe Nasr (qui n'a pas réalisé le moindre tour chronométré) sont en passe d'être éliminés. Nasr, dès ses premiers tours lancés, se hisse au quatorzième rang et repousse son compatriote Felipe Massa dans la zone éliminatoire. Dans les dernières minutes, la plupart des pilotes passe les pneumatiques les plus tendres et, ainsi chaussé, Romain Grosjean se porte en tête, en 1 min 15 s 833, avec presque un dixième de seconde d'avance sur les Mercedes. Vettel prend la piste dans les dernières minutes mais ne se montre pas suffisamment rapide pour accéder à la Q2, de même que Massa qui se plaint d'une perte de puissance (une attache a cassé dans le mécanisme de la soupape de décharge du turbocompresseur). Les cinq pilotes éliminés sont Button (qui n'a pas tourné), Vettel, Massa et les deux coéquipiers Will Stevens et Roberto Merhi. Button, déjà en fond de grille, voit ses quinze places de pénalité converties en drive-through pendant la course,,,,.

#### Session Q2

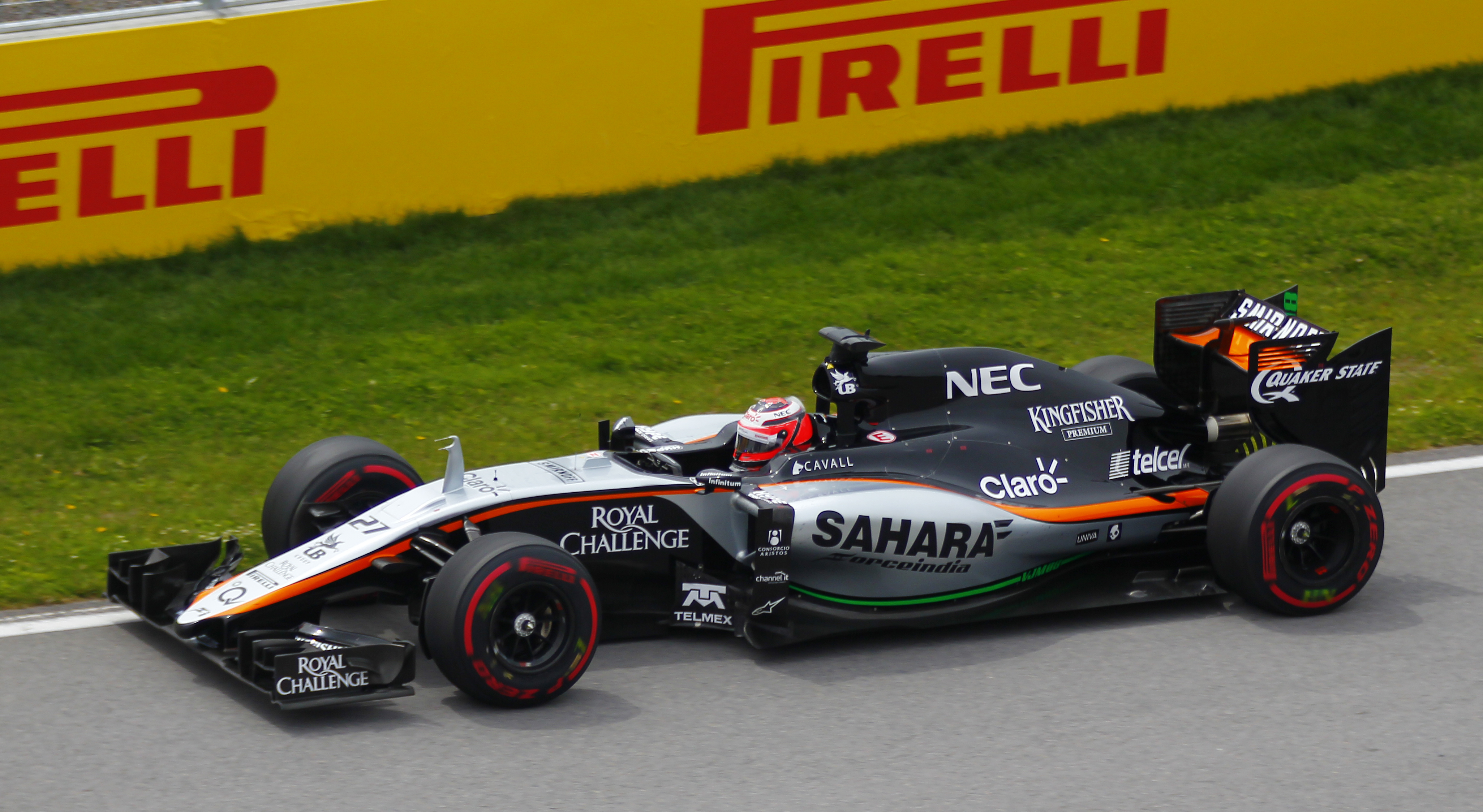
Nico Hülkenberg au Grand Prix du Canada 2015.

Tous les pilotes entrent en piste avec les pneus les plus tendres proposés par Pirelli afin d'augmenter leurs chances d'accéder à la phase Q3. D'emblée, Romain Grosjean fixe le temps de référence en 1 min 15 s 916 et devance Nico Hülkenberg d'un dixième de seconde et demi. Kimi Räikkönen améliore de trois dixièmes de seconde (1 min 15 s 602) avant que les Mercedes n'entrent en lice,,. 
Lewis Hamilton, en 1 min 14 s 661, s'empare de la tête et devance, de douze millièmes de seconde seulement, son coéquipier Nico Rosberg. Räikkönen est ainsi relégué à une seconde puis recule encore d'un rang quand Valtteri Bottas réalise un tour en 1 min 14 s 661. À cinq minutes du terme, sont en passe d'être éliminés Carlos Sainz Jr. et son coéquipier Max Verstappen, les pilotes Sauber (Felipe Nasr et Marcus Ericsson) qui ne disposent pas de la dernière évolution du moteur Ferrari, et Fernando Alonso,,. 
Grosjean, grâce à un tour en 1 min 15 s 187, remonte au troisième rang, à une demi-seconde des Mercedes. Sainz améliore (1 min 16 s 042), prend la dixième place et élimine un temps Daniil Kvyat. Le Russe reprend néanmoins l'avantage en toute fin de séance (1 min 15 s 891). Les cinq pilotes éliminés sont ainsi Sainz, Verstappen, Nasr, Ericsson et Alonso. Max Verstappen, qui n'est donc pas en mesure de purger sur la grille ses quinze places de pénalité devra observer dix secondes de pénalité en course,,.

#### Session Q3

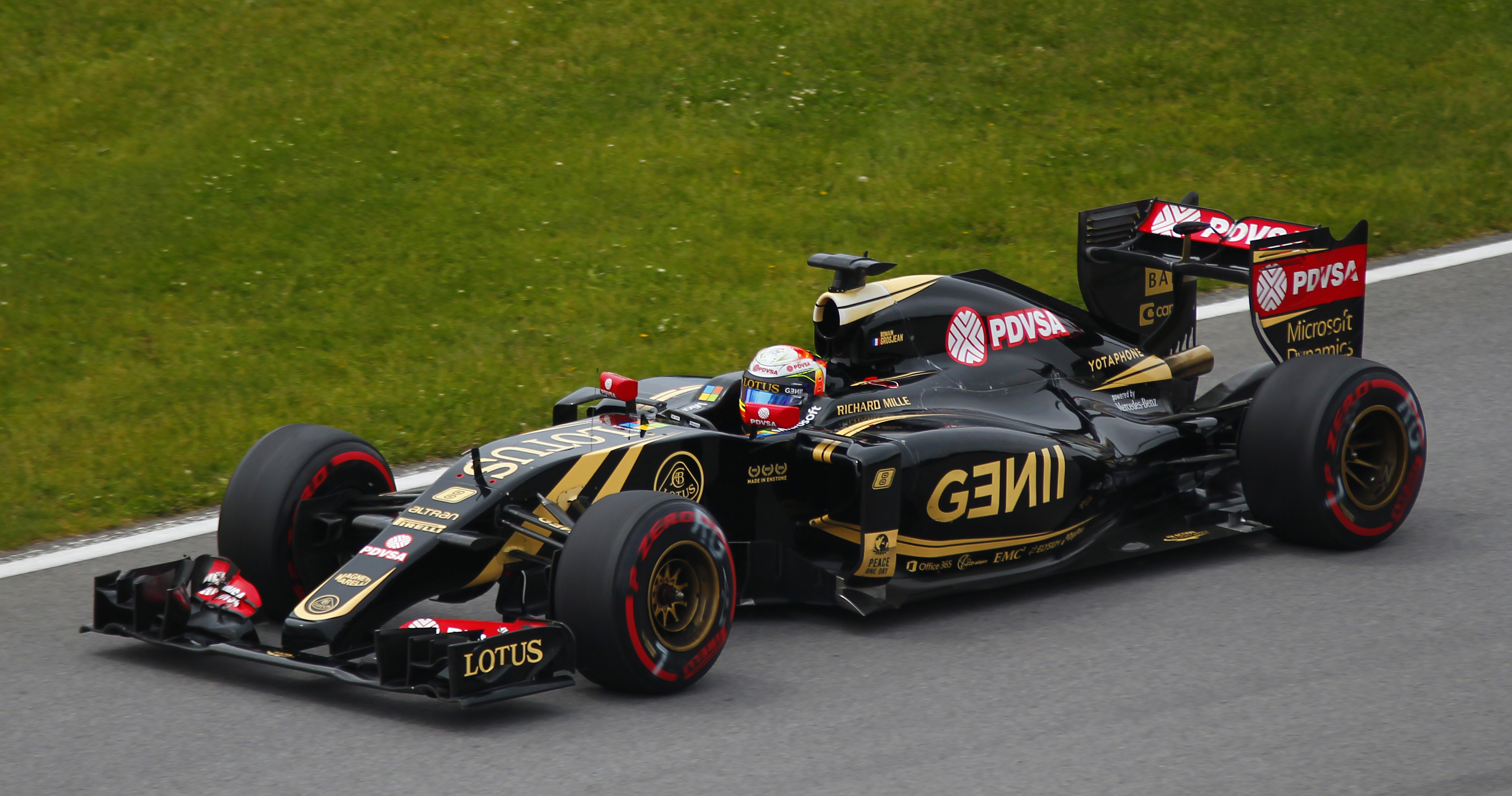
Romain Grosjean au Grand Prix du Canada 2015.

Le circuit étant parmi les plus rapides de la saison, les pilotes peuvent espérer enchaîner plusieurs tentatives pour tenter de conquérir la meilleure place possible sur la grille de départ. Lewis Hamilton, Nico Rosberg, Kimi Räikkönen et Valtteri Bottas maximisent leurs chances car ils disposent de deux trains de pneus neufs « supertendres », n'ayant pas utilisé cette spécification lors de la phase Q1. Pour la première fois de la saison, les deux Force India VJM08 sont en Q3,,. 
Nico Hülkenberg établit le temps de référence en 1 min 16 s 110 mais est battu d'une seconde par Räikkönen ; Pastor Maldonado accède au deuxième rang, à deux dixièmes de seconde du Finlandais, juste devant Bottas. Pour son second tour lancé, Hamilton prend le commandement, en 1 min 14 s 393, et précède Nico Rosberg qui tourne en 1 min 14 s 702 avec un train de pneus déjà utilisés en Q2. Räikkönen, quatrième, tourne en 1 min 15 s 126 et devance Grosjean et Maldonado qui, sortant ensemble de leur garage, manquent de s'accrocher,,.
Dans sa dernière tentative, Räikkönen améliore sa performance mais reste à six dixièmes des Mercedes. Bottas hisse sa Williams FW36 au quatrième rang, devant les deux Lotus E23 Hybrid de Grosjean et Maldonado. Lewis Hamilton n'améliore pas mais comme Nico Rosberg, malgré son train de pneus neufs, ne parvient pas à le surpasser, la pole position revient au champion du monde en titre. Nico Rosberg se place à ses côtés pour une première ligne Mercedes ; Räikkönen et Bottas constituent une deuxième ligne finlandaise et les Lotus monopolisent la troisième,,.

### Grille de départ
| Pos.                                                                                      | Pilote           | Écurie                 | Qualifications 1 | Qualifications 2 | Qualifications 3 |
| ----------------------------------------------------------------------------------------- | ---------------- | ---------------------- | ---------------- | ---------------- | ---------------- |
| 1                                                                                         | Lewis Hamilton   | Mercedes               | 1 min 15 s 895   | 1 min 14 s 661   | 1 min 14 s 393   |
| 2                                                                                         | Nico Rosberg     | Mercedes               | 1 min 15 s 893   | 1 min 14 s 673   | 1 min 14 s 702   |
| 3                                                                                         | Kimi Räikkönen   | Ferrari                | 1 min 16 s 259   | 1 min 15 s 348   | 1 min 15 s 014   |
| 4                                                                                         | Valtteri Bottas  | Williams-Mercedes      | 1 min 16 s 552   | 1 min 15 s 506   | 1 min 15 s 102   |
| 5                                                                                         | Romain Grosjean  | Lotus-Mercedes         | 1 min 15 s 833   | 1 min 15 s 187   | 1 min 15 s 194   |
| 6                                                                                         | Pastor Maldonado | Lotus-Mercedes         | 1 min 16 s 098   | 1 min 15 s 622   | 1 min 15 s 329   |
| 7                                                                                         | Nico Hülkenberg  | Force India-Mercedes   | 1 min 16 s 186   | 1 min 15 s 706   | 1 min 15 s 614   |
| 8                                                                                         | Daniil Kvyat     | Red Bull-Renault       | 1 min 16 s 415   | 1 min 15 s 891   | 1 min 16 s 079   |
| 9                                                                                         | Daniel Ricciardo | Red Bull-Renault       | 1 min 16 s 410   | 1 min 16 s 006   | 1 min 16 s 114   |
| 10                                                                                        | Sergio Pérez     | Force India-Mercedes   | 1 min 16 s 827   | 1 min 15 s 974   | 1 min 16 s 338   |
| 11                                                                                        | Carlos Sainz Jr. | Toro Rosso-Renault     | 1 min 16 s 611   | 1 min 16 s 042   |                  |
| 12                                                                                        | Max Verstappen   | Toro Rosso-Renault     | 1 min 16 s 361   | 1 min 16 s 245   |                  |
| 13                                                                                        | Marcus Ericsson  | Sauber-Ferrari         | 1 min 16 s 796   | 1 min 16 s 262   |                  |
| 14                                                                                        | Fernando Alonso  | McLaren-Honda          | 1 min 17 s 012   | 1 min 16 s 276   |                  |
| 15                                                                                        | Felipe Nasr      | Sauber-Ferrari         | 1 min 16 s 968   | 1 min 16 s 620   |                  |
| 16                                                                                        | Sebastian Vettel | Ferrari                | 1 min 17 s 344   |                  |                  |
| 17                                                                                        | Felipe Massa     | Williams-Mercedes      | 1 min 17 s 886   |                  |                  |
| 18                                                                                        | Roberto Merhi    | Manor Marussia-Ferrari | 1 min 19 s 133   |                  |                  |
| 19                                                                                        | Will Stevens     | Manor Marussia-Ferrari | 1 min 19 s 157   |                  |                  |
| Temps minimal à réaliser pour la qualification : 1 min 21 s 141 (107 % de 1 min 15 s 833) |                  |                        |                  |                  |                  |
| Nq.                                                                                       | Jenson Button    | McLaren-Honda          | Pas de temps     |                  |                  |

- Max Verstappen, auteur du douzième temps, est pénalisé d'un recul de 5 places à cause de son accrochage avec Romain Grosjean à Monaco et d'un recul de 10 places pour utiliser un cinquième moteur. Il s'élance de la dix-neuvième place[24].
- Sebastian Vettel, auteur du seizième temps, est pénalisé d'un recul de 5 places pour avoir, lors des essais libres 3, dépassé une Manor Marussia sous drapeau rouge. Il s'élance de la dix-huitième place[24],[25].
- Initialement non qualifié, Jenson Button est autorisé à prendre le départ depuis la dernière place sur la grille[24].

## Course

### Déroulement de l'épreuve
La température ambiante est de 21 °C, la piste est à 39 °C et le soleil brille au départ du Grand Prix du Canada. Lewis Hamilton est en pole position aux côtés de son coéquipier Nico Rosberg. Les Finlandais Kimi Räikkönen et Valtteri Bottas occupent la deuxième ligne devant les Lotus E23 Hybrid de Romain Grosjean et  Pastor Maldonado. Sebastian Vettel, victime d'un problème technique puis pénalisé d'un recul de cinq places, s'élance depuis la dix-huitième place, devant Max Verstappen et Jenson Button, tous deux condamnés à purger une pénalité en course (stop-and-go de dix secondes pour Verstappen et drive-through pour Button). Alors que la plupart des pilotes s'élancent en pneus « supertendres », ceux qui s'élancent en fond de grille, comme Felipe Massa, Verstappen, Button et les deux pilotes Manor Marussia, ont choisi les pneus les plus durs,,. 
À l'extinction des feux, Hamilton conserve la tête devant Rosberg, Räikkönen (qui attaque, sans succès, Rosberg), Bottas et Grosjean. Fernando Alonso gagne deux places et atteint le onzième rang tandis que Vettel, Verstappen et Button dépassent les Manor. Jenson Button effectue sa pénalité dès la fin du premier tour et, au premier passage sur la ligne de chronométrage, Hamilton devance Rosberg, Räikkönen, Bottas, Grosjean, Nico Hülkenberg, Maldonado, Daniil Kvyat, Daniel Ricciardo, Sergio Pérez, Alonso et Marcus Ericsson. Alonso ne tire pas longtemps profit de son bon départ à cause de la faible vitesse de pointe de sa McLaren MP4-30 : il est dépassé par Ericsson, Massa et Vettel, remonté au treizième rang. Hamilton creuse immédiatement un léger écart sur Rosberg qui reste sous la menace de Räikkönen. Au huitième tour, Hamilton, qui a porté son avance à deux secondes, ne parvient plus à augmenter son écart. Sebastian Vettel, bloqué dans le trafic, choisit de rentrer aux stands pour passer ses pneus tendres et bénéficier d'une piste dégagée mais son arrêt se prolonge de plus de six secondes et il repart dernier ; il dépasse néanmoins assez rapidement les Manor et Jenson Button pour entamer sa remontée au classement,,.
Au quatorzième tour, Hamilton possède 3 secondes d'avance sur Rosberg, 6 secondes sur Räikkönen et 8 secondes sur Bottas, les autres concurrents étant désormais largement distancés. Grâce à ses pneus tendres, Massa remonte au neuvième rang. Maldonado rentre parmi les premiers, au dix-huitième tour, pour changer ses pneus. Vettel attaque Alonso pour le gain de la quinzième place mais l'Espagnol lui résiste tellement que, dans la dernière chicane, Vettel doit monter sur le dos d'âne et lever le pied pour éviter de taper le « mur des champions » ; il doit patienter encore deux tours pour le passer. Ricciardo rentre au stand au vingt-quatrième tour, Pérez au suivant et Räikkönen, le premier pilote de tête à s'arrêter, au vingt-septième tour. Nico Rosberg, qui reçoit la consigne d'attaquer au maximum pour se mettre hors de portée du Finlandais en pneus neufs, est finalement aidé par Räikkönen lui-même qui part en tête-à-queue à l'épingle. Grosjean, Kvyat et Carlos Sainz Jr. stoppent au tour suivant ; Bottas, Hülkenberg, Ericsson, Hamilton (qui cède, pour un tour, sa place en tête), Rosberg (éphémère leader qui rate son freinage à l'épingle et ruine ses espoirs de victoire) et Alonso, s'arrêtent avant le trente-troisième tour. Au trente-quatrième tour, après la vague d'arrêts, Hamilton précède Rosberg d'une seconde et Bottas de 19 secondes ; suivent Räikkönen, Massa, Grosjean, Vettel, Maldonado, Hülkenberg, Kvyat, Verstappen et Pérez,,.
Nico Rosberg est informé d'une surchauffe de ses freins, pour autant, il ne ralentit que pendant trois tours avant de repartir à l'assaut de son coéquipier ; il se rapproche à une seconde d'Hamilton, victime du même problème. Vettel, sur une stratégie décalée, a repris la piste en huitième position après son deuxième arrête et attaque Hülkenberg à la dernière chicane : le pilote Force India part en tête-à-queue tandis que Vettel doit couper le virage. Au quarante-sixième tour, Fernando Alonso abandonne. Pour la première fois depuis ses débuts, en 2001, il abandonne trois fois consécutivement. En prenant un tour à Will Stevens, Romain Grosjean, cinquième, se rabat trop tôt et heurte l'aileron avant de la Marussia MR03 avec sa roue arrière-gauche ; comme l'incident s'est produit au niveau de la dernière chicane, les deux pilotes rentrent immédiatement au stand. Alors que Stevens s'exclame à la radio « Mais où veut-il que j'aille ? », le Français, qui fait changer son pneu crevé, reçoit une pénalité de cinq secondes ajoutées à son temps de course,,.
Alors que l'écart entre Hamilton et Rosberg reste aux alentours de la seconde mais jamais en dessous (ce qui interdit à la Mercedes N°6 d'utiliser son DRS dans les lignes droites) et que Bottas est solidement installé à la troisième place, Vettel poursuit sa remontée et dépasse, au cinquante-sixième tour, Maldonado pour le gain de la cinquième place. Jenson Button abandonne au cinquante-huitième tour, sur problème technique. Ressorti des stands onzième et hors des points, Grosjean s'empare de la dixième place aux dépens de Sergio Pérez et creuse un écart supérieur à cinq secondes pour s'assurer le point de la dixième place malgré sa pénalisation. Hamilton remporte sa quatrième victoire de la saison (sa quatrième également au Canada) tandis que Rosberg permet à Mercedes de réaliser son vingtième doublé. Valtteri Bottas se classe troisième ; suivent pour les points Räikkönen, Vettel, Massa, Maldonado, Hülkenberg, Kvyat et Grosjean,,.

### Classement de la course
| Pos. | no | Pilote           | Écurie                 | Tours | Temps/Abandon                          | Grille | Points |
| ---- | -- | ---------------- | ---------------------- | ----- | -------------------------------------- | ------ | ------ |
| 1    | 44 | Lewis Hamilton   | Mercedes               | 70    | 1 h 31 min 53 s 145 (199,337 km/h)     | 1      | 25     |
| 2    | 6  | Nico Rosberg     | Mercedes               | 70    | + 2 s 285                              | 2      | 18     |
| 3    | 77 | Valtteri Bottas  | Williams-Mercedes      | 70    | + 40 s 666                             | 4      | 15     |
| 4    | 7  | Kimi Räikkönen   | Ferrari                | 70    | + 45 s 625                             | 3      | 12     |
| 5    | 5  | Sebastian Vettel | Ferrari                | 70    | + 49 s 903                             | 18     | 10     |
| 6    | 19 | Felipe Massa     | Williams-Mercedes      | 70    | + 53 s 381                             | 15     | 8      |
| 7    | 13 | Pastor Maldonado | Lotus-Mercedes         | 70    | + 1 min 06 s 664                       | 6      | 6      |
| 8    | 27 | Nico Hülkenberg  | Force India-Mercedes   | 69    | + 1 tour                               | 7      | 4      |
| 9    | 26 | Daniil Kvyat     | Red Bull-Renault       | 69    | + 1 tour                               | 8      | 2      |
| 10   | 8  | Romain Grosjean  | Lotus-Mercedes         | 69    | + 1 tour (dont 5 secondes de pénalité) | 5      | 1      |
| 11   | 11 | Sergio Pérez     | Force India-Mercedes   | 69    | + 1 tour                               | 10     |        |
| 12   | 55 | Carlos Sainz Jr. | Toro Rosso-Renault     | 69    | + 1 tour                               | 11     |        |
| 13   | 3  | Daniel Ricciardo | Red Bull-Renault       | 69    | + 1 tour                               | 9      |        |
| 14   | 9  | Marcus Ericsson  | Sauber-Ferrari         | 69    | + 1 tour                               | 12     |        |
| 15   | 33 | Max Verstappen   | Toro Rosso-Renault     | 69    | + 1 tour                               | 19     |        |
| 16   | 12 | Felipe Nasr      | Sauber-Ferrari         | 68    | + 2 tours                              | 14     |        |
| 17   | 28 | Will Stevens     | Manor Marussia-Ferrari | 66    | + 4 tours                              | 17     |        |
| Abd. | 98 | Roberto Merhi    | Manor Marussia-Ferrari | 58    | Arbre de transmission                  | 16     |        |
| Abd. | 22 | Jenson Button    | McLaren-Honda          | 55    | Échappement                            | 20     |        |
| Abd. | 14 | Fernando Alonso  | McLaren-Honda          | 45    | Moteur                                 | 13     |        |

### Pole position et record du tour
- Pole position :  Lewis Hamilton (Mercedes Grand Prix) en 1 min 14 s 393 (211,036 km/h)[30].
- Meilleur tour en course :  Kimi Räikkönen (Scuderia Ferrari) en 1 min 16 s 987 (203,925 km/h) au quarante-deuxième tour[31].

### Tours en tête
- Lewis Hamilton : 69 tours (1-28 / 30-70)[32]
- Nico Rosberg : 1 tour (29)

## Classements généraux à l'issue de la course
| Pos. | Pilote           | Écurie               | Points |
| ---- | ---------------- | -------------------- | ------ |
| 1    | Lewis Hamilton   | Mercedes             | 151    |
| 2    | Nico Rosberg     | Mercedes             | 134    |
| 3    | Sebastian Vettel | Ferrari              | 108    |
| 4    | Kimi Räikkönen   | Ferrari              | 72     |
| 5    | Valtteri Bottas  | Williams-Mercedes    | 57     |
| 6    | Felipe Massa     | Williams-Mercedes    | 47     |
| 7    | Daniel Ricciardo | Red Bull-Renault     | 35     |
| 8    | Daniil Kvyat     | Red Bull-Renault     | 19     |
| 9    | Romain Grosjean  | Lotus-Mercedes       | 17     |
| 10   | Felipe Nasr      | Sauber-Ferrari       | 16     |
| 11   | Sergio Pérez     | Force India-Mercedes | 11     |
| 12   | Nico Hülkenberg  | Force India-Mercedes | 10     |
| 13   | Carlos Sainz Jr. | Toro Rosso-Renault   | 9      |
| 14   | Max Verstappen   | Toro Rosso-Renault   | 6      |
| 15   | Pastor Maldonado | Lotus-Mercedes       | 6      |
| 16   | Marcus Ericsson  | Sauber-Ferrari       | 5      |
| 17   | Jenson Button    | McLaren-Honda        | 4      |

| Pos. | Écurie               | Points |
| ---- | -------------------- | ------ |
| 1    | Mercedes             | 285    |
| 2    | Ferrari              | 180    |
| 3    | Williams-Mercedes    | 104    |
| 4    | Red Bull-Renault     | 54     |
| 5    | Lotus-Mercedes       | 23     |
| 6    | Force India-Mercedes | 21     |
| 7    | Sauber-Ferrari       | 21     |
| 8    | Toro Rosso-Renault   | 15     |
| 9    | McLaren-Honda        | 4      |

## Statistiques
Le Grand Prix du Canada 2015 représente :
- la 44e pole position de sa carrière en Formule 1 pour Lewis Hamilton[35] ;
- la 37e victoire de sa carrière pour Lewis Hamilton[36] ;
- la 35e victoire pour Mercedes en tant que constructeur[37] ;
- le 20e doublé pour Mercedes en tant que constructeur[38] ;
- la 121e victoire pour Mercedes en tant que motoriste[39].

Au cours de ce Grand Prix :
- Kimi Räikkönen, avec 42 meilleurs tours en course, dépasse Alain Prost et est désormais au deuxième rang derrière Michael Schumacher (77 meilleurs tours)[40] ;
- Alan Jones (116 Grands Prix entre 1975 et 1986, champion du monde 1980, 12 victoires, 6 pole positions, 13 meilleurs tours et 24 podiums) est nommé assistant des commissaires de course pour ce Grand Prix[41].